# Lina Esbrard, Danse serpentine
 (juillet 2025).
Pour plus de détails, voir Fiche technique et Distribution.
Lina Esbrard, Danse serpentine est un film français réalisé par Alice Guy en 1902.

## Synopsis
|  |

Enregistrement d’une danse serpentine par une émule de Loïe Fuller.

## Analyse
Alice Guy a déjà enregistré en 1897 : Danse serpentine par Mme Bob Walter.

## Fiche technique
- Titre : Lina Esbrard, Danse serpentine
- Réalisation : Alice Guy
- Société de production : Société L. Gaumont et compagnie
- Pays d’origine :  France
- Genre : Documentaire
- Durée : 2 minutes
- Dates de sortie : 1902
- Licence : Domaine public

## Distribution
- Lina Esbrard : La danseuse